# ألفا السبع
ألفا السبع (بالإنجليزية: Alpha Lupi)‏ و يختصر (α لوب / α وبي) هو ألمع نجم في كوكبة السبع . و نجم متغيرة نوع Beta Cephei .
النجم عضو في مجموعة قنطورس وولف العليا الفرعية التابعة لبرج العقرب-قنطورس الشبيهة للشمس وتمتلك حركة خاصة مشتركة .المجموعة تحتوي على الآلاف من النجوم القديمة في المتوسط 16 حتي 20 مليون سنة، وتقبع على مسافة في المتوسط 145 فرسخ (470 سنة ضوئية) من الأرض .
 ألفا وبي  نجم عملاق مع تصنيف نجمي من B1.5 الثالث. له نحو عشرة أضعاف كتلة الشمس و يشع 25000 أقوى من الشمس. الغلاف الجوي الخارجي للنجم ساخن بحرارة فعالة تصل إلى 21820 كلفن ما يعطيه توهج باللون الأزرق والأبيض وهو ما تتصف به نجوم نوع B.
في عام 1956 اعتبر متغير من نوع (Beta Cephei) من طرف الفلكي البريطاني برنارد بايجل  وزملاؤه، مما يعني أنه يخضع لتغيرات دورية في اللمعان بسبب نبضات في الغلاف الجوي. فترة التقلبات هي 0.29585 يوم، أو ما يزيد قليلا عن 7 ساعات و 6 دقائق. حجم الاختلاف نحو 0.05 أو حوالي 5٪ من إجمالي معان.